# Witnekdikbekje
De witnekdikbekje (Sporophila fringilloides synoniem: Dolospingus fringilloides) is een zangvogel uit de familie Thraupidae (tangaren). 

## Verspreiding en leefgebied
Deze soort komt voor op de savannen van oostelijk Colombia tot zuidelijk Venezuela en noordwestelijk amazonisch Brazilië.